# 張明道
張明道（1480年—？），字希程，號玉泉，湖廣黃州府羅田縣人，民籍，明朝政治人物。

## 生平
正德八年（1513年）癸酉科湖廣鄉試第六名舉人。年五十，嘉靖八年（1529年）中式己丑科會試第六十五名，登第三甲第一百零一名進士。授都察院都事，谪滁州判官，十三年升吴江知县，歷主事、郎中，出为绍兴知府，嘉靖二十三年（1544年）正月累遷江西按察司副使，乞致仕，卒。

## 家族
曾祖張克敬；祖父張昇；父張大洪，母毛氏。永感下。